# 安芸国の式内社一覧
安芸国の式内社一覧（あきのくにのしきないしゃいちらん）は、『延喜式』第9巻・第10巻「神名帳上下」（延喜式神名帳）に記載のある神社、いわゆる「式内社」およびその論社のうち、安芸国に分類されている神社の一覧。
また『延喜式』神名帳の編纂当時に存在したが同帳に記載の無い神社、いわゆる「式外社」についても付記する。

## 式内社
『延喜式』神名帳では、大社3座3社（いずれも名神大社）を記載。
1）「神名帳」列は、『延喜式 上巻』（大岡山書店、昭和4年、国立国会図書館デジタルコレクション）等における『延喜式』神名帳の記載を基に作成。社名表記は神社史料集成（5を参照）における字体（異体字がある場合には新字体・通用性の高い字体を使用）を基準とした。読みの「-」部分は、「神社」以外で仮名が振られていない部分。「○座」は座数を表し、一座の場合は記載していない。

2）格の「名神大」は名神大社を、「大」は式内大社（名神大社除く）を、「小」は式内小社を意味する。付記は社名とともに記されているもので、一部は「式内社#式内社の社格」を参照。

3）比定社が複数ある場合、最も有力なものを無冠で示し、他の論社には「（論）」を冠した。

4）本来の式内社とは認めがたいものの、式内社を合祀したなどその後継を主張するもの、その他参考の神社には「（参）」を冠した。

| 神名帳             | 神名帳       | 神名帳 | 神名帳   | 比定社   | 比定社                   | 比定社           | 集成 |
| 社名               | 読み         | 格     | 付記     | 社名     | 所在地                   | 備考             | 集成 |
| ------------------ | ------------ | ------ | -------- | -------- | ------------------------ | ---------------- | ---- |
| 佐伯郡 2座（並大） |              |        |          |          |                          |                  |      |
| 速谷神社           | ハヤタニノ   | 名神大 | 月次新嘗 | 速谷神社 | 広島県廿日市市上平良     | （安芸国二宮）   |      |
| 伊都伎島神社       | イツキシマノ | 名神大 |          | 厳島神社 | 広島県廿日市市宮島町     | 安芸国一宮       |      |
| 安芸郡 1座（大）   |              |        |          |          |                          |                  |      |
| 多家神社           | オホイヘノ   | 名神大 |          | 多家神社 | 広島県安芸郡府中町宮の町 | 安芸国総社後継社 |      |

## 式外社
『延喜式』神名帳の編纂当時に存在したが、同帳に記載の無い神社。